# Rojewo (województwo lubuskie)
Rojewo – wieś w Polsce położona w województwie lubuskim, w powiecie międzyrzeckim, w gminie Międzyrzecz.
| SIMC    | Nazwa   | Rodzaj      |
| ------- | ------- | ----------- |
| 0184247 | Porąbka | osada leśna |

## Historia
Historycy uważają, że w miejscu Rojewa istniała dawniej miejscowość o nazwie Rujewo. Wieś została opuszczona i powstała ponownie. Prawdopodobnie na miejscu opustoszałej w średniowieczu osady założono w XVIII wieku folwark Rojew, a potem na nowo powstała wieś .
Miejscowość pierwotna związana była z Wielkopolską i ma metrykę średniowieczną. Istniała co najmniej od XIV wieku. Wymieniona po raz pierwszy w dokumencie zapisanym po łacinie z 1312 jako "Rugow", 1390 "Rugew" kiedy odnotowano ją jako opuszczoną .
Wieś była własnością rycerską, a później klasztorną należącą do opactwa w Zemsku-Bledzewie. W 1390 Wincenty dziedzic Chyciny, za zgodą swoich synów Dzierżka, Teodoryka i Mikołaja, sprzedał za 300 grzywien groszy praskich opatowi Janowi oraz cystersom w Zemsku wsie opustoszałe Rojewo oraz Kalsko w dystrykcie międzyrzeckim wraz z 5 jeziorami: Głębokim, Głęboczkiem, Kalskim, Grosgense i Żabnem .
Rojewo nie występuje w późniejszych źródłach średniowiecznych, natomiast osada taka znajduje się na późniejszych mapach: u Perthéesa – "Rojew", u Gilly’ego – "Vorwerk Rihen", w 1934 – "Rhyn". W 1949 miejscowość nazwana została "Rojewo" .
W latach 1975–1998 miejscowość położona była w województwie gorzowskim.